# ホーンティング
『ホーンティング』（The Haunting）は、1999年のアメリカのホラー映画である。
シャーリイ・ジャクスンのホラー小説『山荘奇談』（The Haunting of Hill House）の2度目の映画化である。1回目の映画化は1963年のロバート・ワイズ監督による同原題の映画『たたり』（The Haunting）で、それのリメイクとなる。

## あらすじ
霊に対する恐怖を研究しているマロー教授が、睡眠障害の実験とだまして3人の男女を幽霊屋敷のヒル・ハウスに招待する。

## キャスト
- マロー教授 - リーアム・ニーソン（青森伸）
- ネル - リリ・テイラー（高乃麗）
- テオ - キャサリン・ゼタ＝ジョーンズ（日野由利加）
- ルーク - オーウェン・ウィルソン（横堀悦夫）
- メアリー - アリックス・コロムゼイ（滝沢久美子）
- ダドリー氏 - ブルース・ダーン（糸博）
- ダドリー夫人 - マリアン・セルデス（竹口安芸子）
- ジェーン - ヴァージニア・マドセン（高島雅羅）
- トッド - トッド・フィールド（大川透）
- ヒュー・クレイン - チャールズ・ガンニング（郷里大輔）
- ルー - トム・アーウィン（中田和宏）
- マルコム - マイケル・キャバノー（村松康雄）
- リッチー - ソール・プリーバー（村上想太）

## 批評
この映画の評判は悪く、脚本の貧弱さやコンピュータグラフィックの多用などに関して批判が集まり、最終的には第20回ゴールデンラズベリー賞5部門にノミネートという結果になった。
しかしながら、8000万USドルの製作費に対し、興行成績は全世界で1億7731万1151USドル（うちアメリカ合衆国は9120万ドル）と、この映画は興行的に成功した。また、ロジャー・イーバートはこの映画のプロダクト・デザインが素晴らしいと、この映画をほめたたえた。

### 第20回ゴールデンラズベリー賞ノミネート歴
| ノミネート対象者             | 部門                     |
| ---------------------------- | ------------------------ |
| キャサリン・ゼタ＝ジョーンズ | 最低女優賞               |
| キャサリン・ゼタ＝ジョーンズ | 最低スクリーンカップル賞 |
| リリ・テイラー               |                          |
| デイヴィッド・セルフ         | 最低脚本賞               |
| ヤン・デ・ボン               | 最低監督賞               |
| ドナ・アーコフ・ロス         | 最低作品賞               |
| コリン・ウィルソン           | 最低作品賞               |
| スーザン・アーノルド         | 最低作品賞               |

## 音響
- 映画用デジタル音響システムである、DTSの拡張規格DTS-ESを初めて採用した配給作品である。